# 向淑德
向淑德（1740年10月7日—1779年8月4日），童名真鶴金，號淑德，是琉球國第二尚氏王朝君主尚穆王之元配王妃。
淑德出生在玉城御殿家族中，其生父為八世當主高嶺王子朝意。其生母富里按司加那志，是尚氏喜屋武按司朝寬之女。
仙德於乾隆十九年甲戌九月二十六日（1754年11月10日）與尚穆王成婚，當時她十五歲。按照慣例，她以世子妃的身份被授予野嵩按司加那志的頭銜，至尚穆繼位後，改授佐敷按司加那志的頭銜。她為尚穆王誕下二子：尚哲、尚圖（浦添王子朝央）。
乾隆四十四年己亥六月二十三日（1779年8月4日）薨，壽四十。葬於山川之玉陵，乾隆六十年乙卯三月初四日（1795年4月22日）移葬於西玉陵，移骨於東玉陵。